# شيفروليه كورسيكا
شيفروليه كورسيكا هي سيارة صالون عائلية صغيرة ذات دفع أمامي من صناعة جنرال موتورز أنتجت في 1987م وتوقف إنتاجها في 1996م.